# Tărcaia
Tărcaia è un comune della Romania di 2 025 abitanti, ubicato nel distretto di Bihor, nella regione storica della Transilvania.
Il comune è formato dall'unione di 4 villaggi: Mierag, Tărcaia, Tărcăița, Totoreni.